# بريجيت رولان
بريجيت رولان هي موسيقية كندية، ولدت في 8 أكتوبر 1964.

## وصلات خارجية
- بريجيت رولان على موقع ميوزك برينز (الإنجليزية)
- بريجيت رولان على موقع ديسكوغز (الإنجليزية)